# SN 2007sl
SN 2007sl – supernowa typu Ia odkryta 17 listopada 2007 roku w galaktyce A211342-0050. W momencie odkrycia miała maksymalną jasność 21,30m.